# Музей часов (Клайпеда)
Музе́й часо́в (лит. Laikrodžių muziejus) — музей в Клайпеде, подразделение Литовского художественного музея. Адрес: улица Лепу, 12 ( Liepų g. 12).
Музей знакомит c историей развития приборов для измерения времени. В экспозиции «Мастерская часовщика» представлено свыше 160 различных инструментов и приспособлений для изготовления и ремонта часов. 
В музее экспонируются также старинные лунные, лунно-солнечные, солнечные узелковые и деревянные календари. Здесь можно увидеть модели и оригиналы солнечных, водяных, огненных, песочных, механических часов, а также современные электромеханические, электромагнитные, электронные и кварцевые часы. Экспозиция в четырёх залах первого этажа знакомит с развитием конструкций часов разных типов.
В пяти залах второго этажа можно познакомиться с изменением форм и способов декорирования механических часов в различные исторические эпохи: часы, выполненные в стиле Ренессанса, барокко, рококо, классицизма, модерна. Мебель, картины, гравюры воссоздают интерьеры различных эпох, демонстрирующие репрезентативную роль часов.
Во дворе Музея часов действует экспозиция солнечных часов (парк солнечных часов).
Открыт со вторника до субботы с 11:00 до 18:00. По воскресеньям с 12:00 до 17:00. В дни перед государственными праздниками закрывается в 17 часов. Не работает по понедельникам и в дни государственных праздников.
Цена билета 5 евро; для школьников, студентов, пенсионеров — 2,5 евро; для детей до 7 лет, инвалидов, членов ICOM (Международный совет музеев) посещение бесплатное .